# Cantiere navale Jantar' di Kaliningrad
Il cantiere navale Jantar' (russo: Прибалтийский судостроительный завод "Янтарь"; translittarato: Pribaltijckij sudostroitel'nyj zavod "Jantar'") è una industria di costruzioni navali russa con sede a Kaliningrad, in Russia.
Lo stabilimento è specializzato nella costruzione di navi militari, in particolare navi antisommergibili e pattugliatori, oltre a navi civili come i pescherecci di altura. Prima del 1945 lo stabilimento faceva parte dell'industria tedesca Schichau-Werke.

## Storia

### Origini
Le origini del cantiere risalgono all'epoca del Regno di Prussia, quando il 1º maggio 1828 tre imprenditori, Gustav Schnell, Friedrich Laubmeyer e Carl-August Dultz, decisero di aprire a Königsberg una fonderia che nel 1845 ha assunto la denominazione di Union Gießerei. Il 1º aprile 1846 la direzione dell'azienda venne assunta da Johann Gottfried Dietrich Wilhelm Ostendorff che, avendo studiato negli anni precedenti la costruzione di motori marini e locomotive in Inghilterra, avviò la costruzione di motori a vapore e la produzione di caldaie. Il 5 dicembre 1855, la Union Gießerei consegnò la prima locomotiva a vapore alla Ferrovia orientale prussiana e nel 1855 venne avviata l'attività cantieristica con la costruzione di navi in ferro.
La produzione andò sviluppandosi abbastanza rapidamente con la costruzione di ponti, strutture in acciaio, gru, motori a vapore, locomotive, navi di vario tipo, attrezzature per l'industria della birra, del latte e della distilleria.
Con l'obiettivo di espandere l'impianto nel 1907 la società acquisì un terreno con accesso diretto al mare e nel 1912 la fabbrica venne trasferita nel luogo in cui ora sorge il cantiere navale Jantar'.
Al termine della prima guerra mondiale dalla quale l'Impero tedesco uscì sconfitto, la Prussia orientale era diventata una regione periferica nella Germania, trovandosi, dopo l'istituzione del corridoio di Danzica, isolata dal resto del territorio tedesco e per la Union Gießerei gli ordini scarseggiarono provocando forti problemi economici all'azienda. Nonostante un piano di aiuti statali varato dal governo tedesco nel 1927 per i territori orientali denominato "Ostlandhilfe" nel 1929 l'azienda andò in bancarotta e nel 1930 venne rilevata dalla Schichau GmbH che nel 1931 ne assunse il pieno controllo.

### Schichau Werft
Sotto la gestione "Schichau" venne immediatamente condotta una modernizzazione su larga scala della produzione. La specializzazione principale divenne la costruzione di navi militari.
La produzione del cantiere navale non venne interrotta nemmeno dopo l'accerchiamento di Königsberg da parte delle truppe sovietiche nel marzo-aprile 1945. A quel tempo la produzione principale degli stabilimenti era quella di granate e proiettili di artiglieria. Nonostante la città fosse stata pesantemente bombardata nelle fasi finali della seconda guerra mondiale, gli stabilimenti "Schichau" non subirono gravi danni.
Dopo la sconfitta della Germania nazista in seguito agli accordi tra alleati nella Conferenza di Potsdam la città di Königsberg passò all'Unione Sovietica e ribattezzata dai sovietici Kaliningrad e per il cantiere si aprì una nuova fase.

### Unione Sovietica e Russia
L'8 luglio 1945, il Comitato di difesa dello Stato dell'URSS stabilì l'acquisizione del cantiere ex "F. Schichau" che il 2 agosto venne assegnato con la denominazione di cantiere n° 820 al Commissariato popolare dell'industria navale dell'Unione Sovietica. Dall'autunno del 1945 nel cantiere vennero effettuate riparazioni parziali di navi militari, bacini galleggianti e altre attrezzature.
La specializzazione principale postbellica del cantiere divenne la costruzione di navi militari e nel periodo 1951-1953 nel cantiere vennero realizzate per la Marina sovietica otto navi di scorta Classe Kola e nel periodo 1953-1959 41 navi di scorta Classe Riga. In quegli anni, insieme alle navi militari, nel cantiere vennero realizzate anche navi commerciali e nel 1958 nello stabilimento fu organizzata un'unità di produzione specializzata indipendente della flotta da pesca sulla base della quale furono riparate più di 400 navi di vario tipo, quali pescherecci da traino medi, grandi pescherecci da traino congelatori, navi baleniere, pescherecci per il tonno, petroliere, rimorchiatori. Inoltre, dal 1959 al 1985, nel cantiere vennero realizzate 181 navi per la posa di cavi.
Negli anni sessanta venne realizzata la costruzione di navi antisommergibile delle classi Mirka e Petya.
Nel 1966, per l'attività di successo, la pianta fu decorata con l'Ordine della Bandiera rossa del lavoro. Nello stesso anno, il 31 gennaio, lo stabilimento n °820 fu rinominato Cantiere "Jantar'".
Negli anni settanta continuò l'espansione della capacità del cantiere dove in quel periodo vennero realizzate oltre 40 navi militari. Tra queste realizzazioni le tre navi da sbarco Classe Ivan Rogov e le quattordici navi da sbarco della classe Alligator, nove unità della classe Udaloy. Negli anni ottanta sono state varate le quattro navi da sorveglianza elettronica della Classe Bal'zam. Nella seconda metà degli anni ottanta venne avviata la costruzione delle fregate della Classe Neustrašimyj, di cui una entrata in servizio nel 1993, una seconda, la cui costruzione venne sospesa nel 1994 con l'allestimento della nave al 75%, è entrata in servizio nel 2009, mentre una terza dopo l'impostazione dello scafo la costruzione venne annullata e la nave smantellata sugli scali. Inoltre, nel periodo tra il 1967 e il 1981 nel cantiere sono state realizzate 19 unità della classe Krivak.
Gli anni novanta in seguito alla dissoluzione dell'Unione Sovietica sono stati difficili per il cantiere. Le nuove condizioni economiche richiesero la ristrutturazione della compagnia e, di conseguenza, la società di gestione del cantiere navale venne riorganizzata in una società per azioni con la conservazione del blocco azionario di controllo nelle mani del governo. Tuttavia per il cantiere anche grazie ad accordi con partner strategici tra i cantieri dell'Europa occidentale, non sono mancate commesse dall'estero i cui ordini permanenti sono diventati una parte importante del "portafoglio di produzione".
Dal 2008 il cantiere è parte della United Shipbuilding Corporation impresa pubblica russa specializzata nella cantieristica navale sia civile sia militare, appartenente al 100% allo stato russo.